# Teste projetivo
Um teste projetivo é um tipo de teste psicológico que se baseia na chamada hipótese projetiva. De acordo com essa hipótese, a pessoa a ser testada, ao procurar organizar uma informação ambígua (ou seja, sem um significado claro, como as pranchas do teste de Rorschach), projeta aspectos de sua própria personalidade. O intérprete (ou seja, o psicólogo que aplica o teste) teria assim a possibilidade de, trabalhando por assim dizer "de trás para frente", reconstruir os aspectos da personalidade que levaram às respostas dadas.
A hipótese projetiva baseia-se no conceito freudiano de projeção: um mecanismo de defesa, através do qual o indivíduo atribui de maneira inconsciente caracteristicas negativas da própria personalidade a outras pessoas (projeção clássica). Apesar de a projeção clássica carecer de confirmação empírica e ser assim alvo de controvérsias, há ainda um outro caso de projeção que conta com uma relativa unanimidade entre os estudiosos: a projeção generalizada ou assimilativa. Esta é a tendência de determinadas características da personalidade, necessidades e experiências de vida de influenciar o indivíduo na interpretação de estímulos ambíguos. De acordo com os defensores do uso de testes projetivos, tais testes possuem duas grandes vantagens em comparação aos testes estruturados: (a) eles "enganam" os mecanismos de defesa do indivíduo e (b) permitem ao intérprete do teste ter acesso a conteúdos não acessíveis à consciência do indivíduo testado.
Importantes testes projetivos são, entre outros:
- o teste de Rorschach

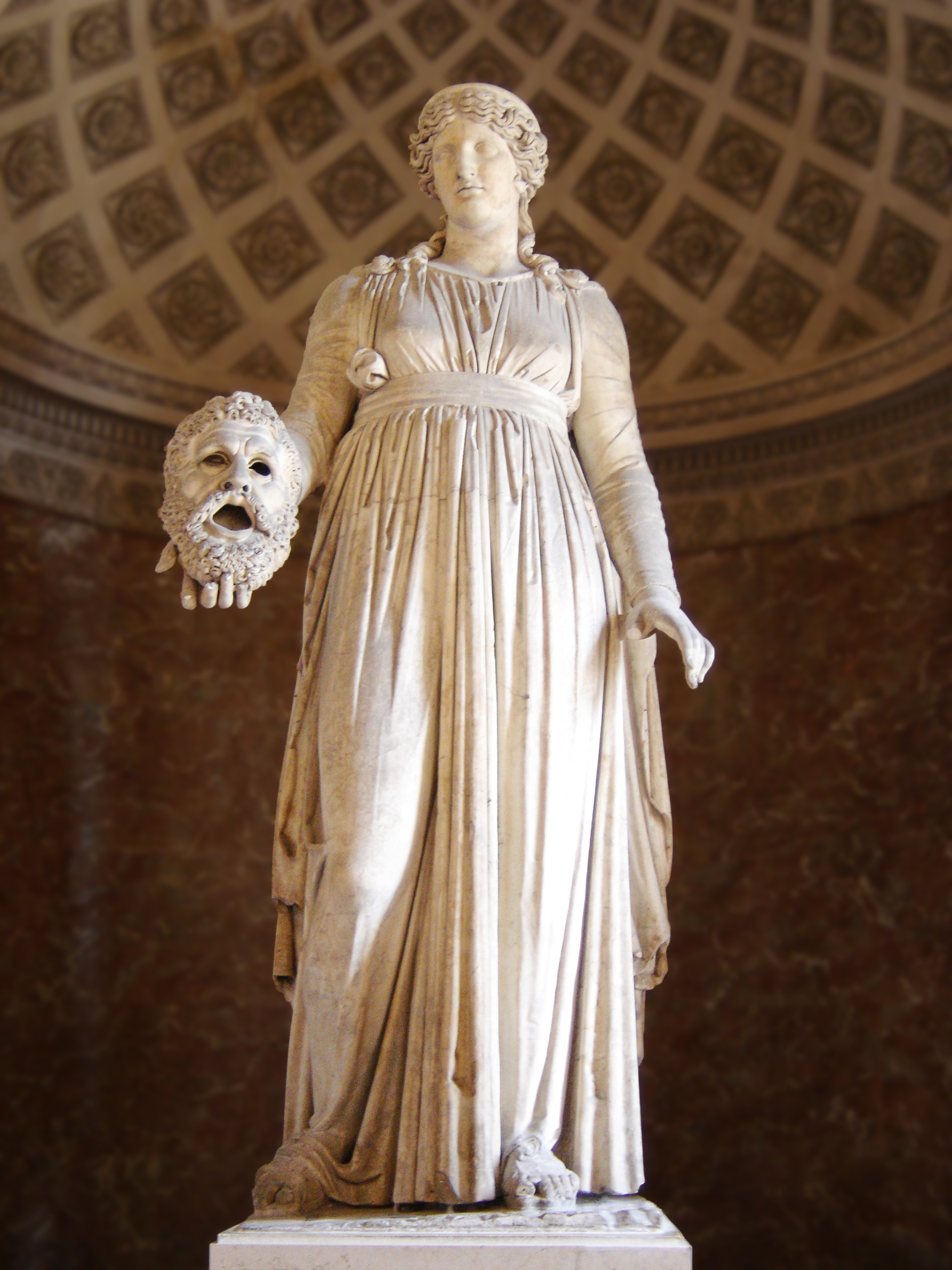
Estátua romana no museu de Louvre.

- o teste de apercepção temática de Murray
- o teste das pirâmides de Pfister
- o teste do desenho da Figura Humana

Críticas
Há autores na antropologia que criticam os testes projetivos na psicologia formal por usar clichês interpretativos. O que é incompatível com uma visão sociofenomenológica e construcionista da realidade. Este autor indica a colaboração entre a psicologia, a psicolinguística e a antropologia. [2]